# Cithaerias pireta
Cithaerias pireta är en fjärilsart som beskrevs av Pieter Cramer 1782. Cithaerias pireta ingår i släktet Cithaerias och familjen praktfjärilar. Inga underarter finns listade i Catalogue of Life.

## Bildgalleri

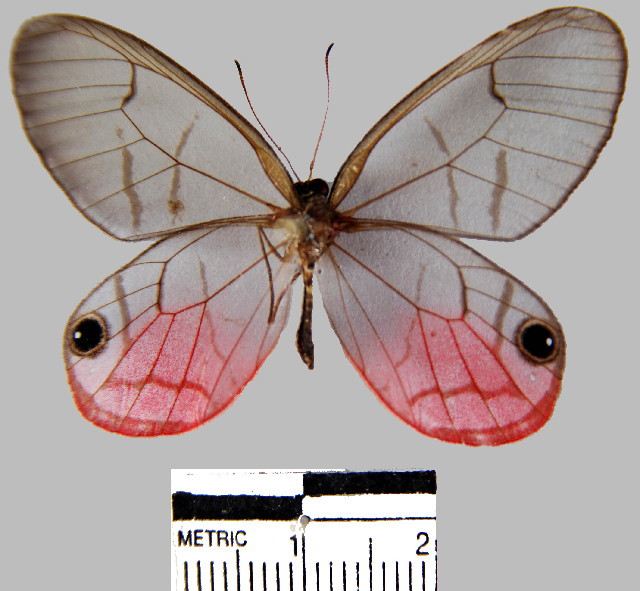